# Andrzejkowicz
Andrzejkowicz (Andrejkowicz) – polski herb szlachecki, odmiana herbu Pielesz.

## Opis herbu
W polu czerwonem pomiędzy dwoma gwiazdami sześciopromiennemi dwa miecze skrzyżowane ostrzami do góry. Nad tarczą hełm z koroną.

## Najwcześniejsza wzmianka
Druga połowa XVI wieku.

## Herbowni
Jedna rodzina herbownych (herb własny):
Andrzejkowicz.